# Caillouet-Orgeville
Caillouet-Orgeville é uma comuna francesa na região administrativa da Normandia, no departamento de Eure. Estende-se por uma área de 7,81 km². Em 2010 a comuna tinha 496 habitantes (densidade: 63,5 hab./km²).